# Georgios Georgiadis
Georgios Georgiadis (grekiska: Γίώρος Χ. Γεωργιάδης), född 8 mars 1972 i Kavala, Grekland, är en grekisk fotbollstränare och före detta spelare. Under sin karriär har han bland annat spelat i Panathinaikos, Newcastle United, PAOK och Olympiakos.